# وین سابین
 وین سابین (انگلیسی: Wayne Sabin؛ زاده ۱ آوریل ۱۹۱۵ درگذشته ۱۹۸۹) یک تنیس‌باز اهل ایالات متحده آمریکا بود.